# Comuna de Poświętne
Poświętne (polaco: Gmina Poświętne) é uma gminy (comuna) na Polónia, na voivodia de Lodz e no condado de Opoczyński. A sede do condado é a cidade de Poświętne.
De acordo com os censos de 2004, a comuna tem 3412 habitantes, com uma densidade 24,2 hab/km².

## Área
Estende-se por uma área de 140,87 km², incluindo:
- área agricola: 38%
- área florestal: 57%

## Demografia
Dados de 30 de Junho 2004: homens, 1.739 (51%); mulheres, 1.673 (49%).
De acordo com dados de 2002, o rendimento médio per capita ascendia a 1197,55 zł.

## Subdivisões
Anielin, Brudzewice, Brudzewice-Kolonia, Buczek, Dęba, Dęborzeczka, Gapinin, Małoszyce, Mysiakowiec, Ponikła, Poręby, Poświętne, Stefanów, Studzianna e Wólka Kuligowska.

## Comunas vizinhas
Drzewica, Inowłódz, Odrzywół, Opoczno e Rzeczyca